# SN 1963H
SN 1963H – supernowa odkryta 25 marca 1963 roku w galaktyce A152221+0523. W momencie odkrycia miała maksymalną jasność 18,50m.